# Лукина (село, Байкаловський район)
Лу́кина (рос. Лукина) — село у складі Байкаловського району Свердловської області. Входить до складу Краснополянського сільського поселення.
Населення — 192 особи (2010, 228 у 2002).
Національний склад населення станом на 2002 рік: росіяни — 97 %.
До 2017 року село мало статус присілка.